# Rudolf Riege
Rudolf Riege (* 9. März 1892 in Hameln; † 22. November 1959 in Hameln) war ein deutscher Maler und Graphiker.

## Leben
Rudolf Riege verlebte seine Kindheit in Hameln und begann im Jahr 1909 sein Studium an der Kunstschule in Weimar in der Absicht, Maler zu werden. In Weimar stand er unter den Einflüssen von Walther Klemm, dessen Holzschnittfolgen ihn inspirierten. 1913 gründeten Max Nehrling, Gottlieb Krippendorf und Riege in der Rhön die „Künstlerkolonie Föhlritz“. Als er nach dem Ersten Weltkrieg 1919 seine Ausbildung am Bauhaus in Weimar als Meisterschüler fortsetzte, stand der Expressionismus im Höhepunkt seiner Entwicklung. Hier fand Riege zu seinem persönlichen Stil. Als Graphiker arbeitete er vor allem im Holzschnitt, wobei Buchillustrationen eine herausragende Rolle spielten.
Größere Verbreitung fanden Rieges graphische Werke, darunter etliche Militaria, über den nationalsozialistisch ausgerichteten Woensam-Ring der Schaffenden. Darüber hinaus arbeitete der Künstler im persönlichen Auftrag von Kunstsammlern.
Ein beachtlicher Teil von Rieges künstlerischem Nachlass befindet sich heute im Besitz des Museums Hameln.